# Gary Inness
Gary George Inness, född 28 maj 1949, död 23 februari 2021, var en kanadensisk professionell ishockeymålvakt som tillbringade sju säsonger i den nordamerikanska ishockeyligan National Hockey League (NHL), där han spelade för Pittsburgh Penguins, Philadelphia Flyers och Washington Capitals. Han släppte in i genomsnitt 3,41 mål per match och hade två nollor (match utan insläppt mål) på 162 grundspelsmatcher. Inness spelade också för Indianapolis Racers i World Hockey Association (WHA) och Hershey Bears i American Hockey League (AHL).
Han blev aldrig NHL-draftad.
Efter den aktiva spelarkarriären var han assisterande tränare för Hershey Bears mellan 1981 och 1985 samt lärare, studie- och yrkesvägledare och tränare för en utbildningsinstitution i staden Barrie.
Den 23 februari 2021 avled Inness av komplikationer från demens.